# Иванов, Геннадий Иванович (футболист)
Генна́дий Ива́нович Ивано́в (род. 22 августа 1958) — советский футболист, защитник, узбекистанский тренер.
Карьеру игрока провёл в клубах второй (1980—1988, 1990), второй низшей (1991) лиг и первенстве КФК СССР (1989) «Зарафшан» Навои (1980—1985, 1988, 1990—1991), «Ёшлик» Джизак (1986—1987), «Нурафшон» Бухара (1989).
В 1990 году — играющий тренер «Зарафшана», в 1998 году — главный тренер клуба в чемпионате Узбекистана, в 1999 году — тренер.